# Дієцезія Котора

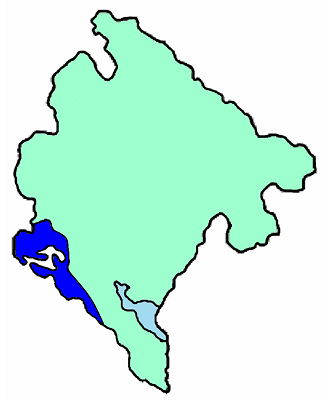
Карта Чорногорії
Діоцезія Котора
Архідієцезія Бара

Дієцезія Котора (лат. Dioecesis Catharensis, хорв. Kotorska biskupija) — дієцезія Римсько-католицької церкви в Бока-Которській затоці (Чорногорія), що веде свою історію з X століття.
Которська дієцезії є суфраганною по відношенню до хорватської архідієцезії Спліт-Макарска (резиденція архієпископа розташована в Спліті), на відміну від решти території Чорногорії, яка перебуває у віданні примаса Сербії архієпископа Бара.
Територія дієцезії охоплює муніципальні округу Котора (місцеперебування єпископа), Тіват а, Херцег-Нові та Будви. Ця область збігається з територією провінції «Албанія Венета» Венеційської республіки, яка правила тут з 1420 по 1797 і де католицизм був державною релігією.
Згідно з деякими оцінками, з 50000 жителів цього регіону близько 10000 вважають себе католиками.
Кафедральний собор дієцезії, собор Святого Трифона, розташований в Которі.